# Sevelten
Sevelten is een klein dorp in de Duitse gemeente Cappeln in het Landkreis Cloppenburg in Nedersaksen.  Het kleine dorp heeft een van de oudste kerken in de streek. De Mariakerk, gebouwd van granietblokken, dateert uit het midden van de 12e eeuw.